# Sioux

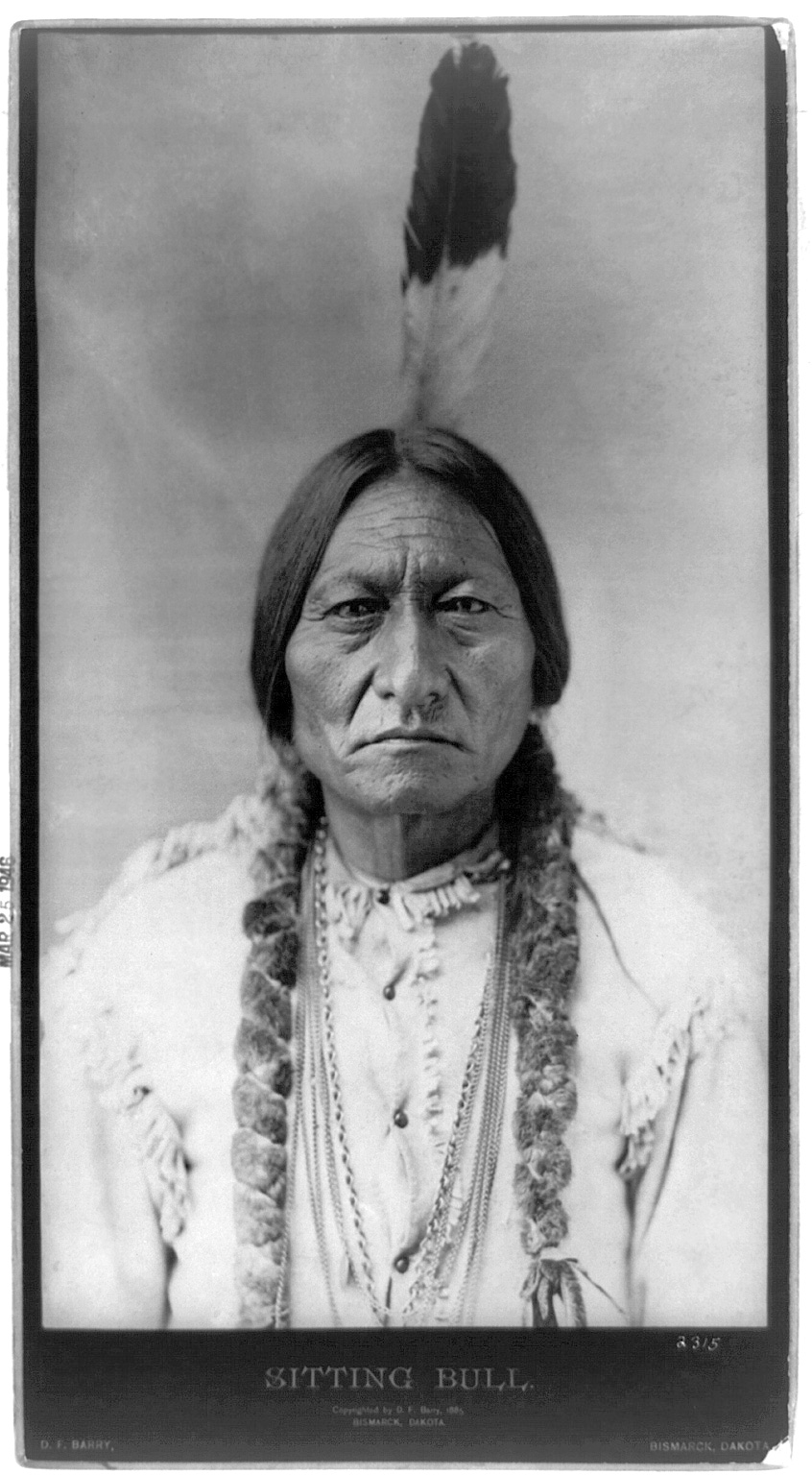
Celebrul amerindian sioux Sitting Bull

Sioux, pronunțat /su:/ (v. AFI), este numele unui grup de amerindieni din Statele Unite, precum și al familiei de limbi vorbite de aceștia.

## Grupuri Sioux
Există trei grupuri principale de sioux, care vorbesc limbi sioux asemănătoare între ele:
- Lakota
- Nakota
- Dakota.

De la această denumire provin și numele celor două state federale americane North Dakota (Dakota de nord) și South Dakota (Dakota de sud). Triburi sioux mai importante sunt: Absarokee, Assiniboine, Hidatsa, Iowa, Kansa, Mandan, Missouri, Omaha, Osage, Oto, Ponca, Quapaw și Winnebago.
La recensământul din anul 2000 153.360 de persoane s-au declarat etnici sioux, iar la recensământul din anul 2010 au fost numărate 170.110 persoane din SUA care s-au declarat drept aparținând națiunii sioux.
La origini au existat șapte linii de sioux, care au alcătuit alianța numită "Oceti Sakowin" (Focul celor 7 linii sioux). În jurul anului 1800 populația sioux domina în statele Dakota de Nord, Dakota de Sud, în nordul statului Nebraska, estul statului Wyoming, precum și în sudul statului Montana.
Bătălia de la Little Bighorn, care a avut loc între 25 și 26 iunie 1876, a fost cea mai mare bătălie dintre indieni și forțele americane după revoluția americană. În această bătălie cele șapte linii ale sioux s-au unit sub conducerea lui Sitting Bull ("Taurul Șezător") contra forțelor lui George Armstrong Custer. În engleză această bătălie este numită  „Custer's Last Stand” („Ultima Bătalie a lui Custer”). În această înfruntare Custer a atacat tabăra indienilor fără să știe cât de mare era de fapt. Din această cauză forțele lui au fost aproape complet nimicite, iar el a fost omorât.